# Eagan
Eagan és una població dels Estats Units a l'estat de Minnesota. Segons el cens del 2007 tenia 63.751 habitants.

## Demografia
Segons el cens del 2000, Eagan tenia 63.557 habitants, 23.773 habitatges, i 16.427 famílies. La densitat de població era de 759,3 habitants per km².
Dels 23.773 habitatges en un 41,2% hi vivien nens de menys de 18 anys, en un 57,9% hi vivien parelles casades, en un 8,4% dones solteres, i en un 30,9% no eren unitats familiars. En el 23% dels habitatges hi vivien persones soles el 2,6% de les quals corresponia a persones de 65 anys o més que vivien soles. El nombre mitjà de persones vivint en cada habitatge era de 2,67 i el nombre mitjà de persones que vivien en cada família era de 3,23.
Per edats la població es repartia de la següent manera: un 30% tenia menys de 18 anys, un 7,4% entre 18 i 24, un 38,2% entre 25 i 44, un 20,2% de 45 a 60 i un 4,2% 65 anys o més.
L'edat mediana era de 33 anys. Per cada 100 dones de 18 o més anys hi havia 93,7 homes.
La renda mediana per habitatge era de 67.388 $ i la renda mediana per família de 80.062 $. Els homes tenien una renda mediana de 52.029 $ mentre que les dones 35.641 $. La renda per capita de la població era de 30.167 $. Entorn de l'1,9% de les famílies i el 2,9% de la població estaven per davall del llindar de pobresa.

## Poblacions més properes
El següent diagrama mostra les poblacions més properes.